# Ubisoft
Ubisoft Entertainment (anteriorment Ubi Soft) és una empresa creadora i publicadora de videojocs que es localitza a Montreuil, França. L'empresa està present en més de 20 països, entre ells els estudis de Montreal, la Ciutat de Quebec (Canadà), Barcelona (Països Catalans), Xangai (Xina), Carolina del Nord (EUA), Düsseldorf (Alemanya), Sofia (Bulgària), Bucarest (Romania) i Milà (Itàlia), a més d'altres llocs, que participen conjuntament en el desenvolupament dels jocs, i cap es fa en un sol dels estudis.

## Història
Els cinc germans de la família Guillemot: Yves, Claude, Michel, Gérard i Christian, van fundar Ubisoft l'any 1986 a Morbihan, a la Bretanya. L'any 1989, la companyia va llançar el que seria el primer videojoc desenvolupat per Ubisoft: Zombi. Yves Guillemot va fer els pactes amb Electronic Arts, Sierra Entertainment i Microprose de distribuir els seus jocs a França. Al final de la dècada, Ubisoft va començar a expandir-se a altres mercats, inclòs el dels Estats Units, el Regne Unit i Alemanya.
A principis de 1990, Ubisoft va començar el seu programa de desenvolupament de videojocs en l'empresa que va donar com a resultat la inauguració d'un estudi a Montreuil, França. Aquell mateix any, Michel Ancel va crear el personatge de Rayman, un personatge que encara ara protagonitza nous videojocs des del 2004. Ubisoft va començar a cotitzar a NYSE Euronext l'any 1996 i va continuar expandint-se obrint oficines per tot el món, incloent-hi Shanghai i Mont-real.
L'any 2000, Ubisoft va adquirir la companyia estatunidenca Red Storm Entertainment, un estudi que havia desenvolupat la sèrie Tom Clancy, basada en les històries de l'escriptor de novel·les, Tom Clancy. L'any 2001, la companyia va comprar Blue Byte Software, conegut per la sèrie de The Settlers. Abans del 2003, Ubisoft va informar sobre operacions en 22 països, nou d'ells on es faria producció o on hi hauria oficines de disseny.
Ubisoft tenia diversos jocs pròspers i guanyadors de premis aquell any, inclòs Tom Clancy's Splinter Cell, Tom Clancy's H.A.W.X., Prince of Persia: The Sands of Time, XIII, Rayman 3: Hoodlum Havoc, Tom Clancy's Rainbow Six 3: Raven Shield i Beyond Good and Evil. Els ingressos entre 2002-2003 d'Ubisoft van ser de 453 milions d'euros; dels anys fiscals 2003-2004, van créixer a 508 milions d'euros. Des del 2004, Ubisoft va donar feina a més de 2350 persones.
En els anys entorn del pas del segle 2000, Ubisoft es va comprometre als jocs en línia com Uru: Ages Beyond Myst, The Matrix Online i EverQuest. L'editor va establir ubi.com com la seva divisió en línia. Però el febrer de 2004, Ubisoft va cancel·lar la part en línia d'Uru i es va fer enrere en el tractament editorial sobre la qüestió en línia directa. Malgrat tot, només una setmana després la companyia va anunciar la seva adquisició dels estudis de Wolfpack, desenvolupadors del MMORPG Shadowbane, i el juliol de 2004, Tom Clancy's Splinter Cell: Pandora Tomorrow llançant per a Xbox i PlayStation 2 el que alguns van considerar un especial de multijugador en línia revolucionari.
L'agost de 2006, Atari va anunciar que havia venut l'estudi Reflections Interactive Limited a Ubisoft en una transacció de 24 milions de dòlars, transferint tot el personal, així com la majoria dels béns, inclosos els drets de tecnologia i de propietat intel·lectual de la sèrie Driver. Amb tot, Reflections Interactive Limited va ser reanomenada Ubisoft Entertainment Limited comercialitzada com Ubisoft Reflections.
L'any 2011, es va crear la divisió de producció cinematogràfica anomenada Ubisoft Motion Pictures, amb la intenció de desenvolupar pel·lícules i programes de televisió basats en les franquícies d'Ubisoft, dirigida els primers cinc anys per Jean-Julien Baronnet, antic executiu en cap d'EuropaCorp. i ha produït Assassin's Creed en 2016.
Vivendi va comprar en 2015 una part de les accions de la companyia, i va arribar a ser propietària d'un 27,2% del capital, però en març de 2018 quan es va anunciar la venda de les seves participacions a Ontario Teachers, Tencent i Guillemot Brothers, dels germans Guillemot, fundadors d'Ubisoft per uns 2.000 milions d'euros generant uns beneficis de 1.200 milions d'euros.

## Videojocs

### Jocs com a servei
Ubisoft es va adonar que les experiències de sandbox connectades, amb interrupcions perfectes entre modes de jugadors simples i multijugador proporcionaven als jugadors més diversió. Llavors la companyia va passar de buscar videojocs en fil únic a experiències en línia connectades a Internet. Segons Guillemot, Ubisoft es refereix internament al seu jo reimaginat com 'abans de The Division' i el 'després de The Division'.
En una entrevista amb The Verge, Anne Blondel-Jouin, la productora executiva de The Crew que va passar a vicepresidenta d'operacions, va observar que The Crew va ser un joc inicial d'Ubisoft per requerir una connexió a Internet persistent per poder jugar. Això va suscitar preocupacions inicials per als jugadors, dificultant l'èxit inicial del joc i va provocar preocupacions internes a l'empresa.